# Hipòtesi de Sapir-Whorf
La hipòtesi de Sapir-Whorf estableix que hi ha una certa relació entre les categories gramaticals del llenguatge que una persona utilitza i la forma com la persona entén i conceptualitza el món. També es coneix aquesta hipòtesi com PRL (principi — o hipòtesi — de relativitat lingüística). Podem distingir una formulació forta i una de més dèbil de la manera següent:
- Hipòtesi whorfiana forta: la llengua d'un parlant monolingüe determina completament la manera com aquest conceptualitza, memoritza i classifica la "realitat" que l'envolta (això es dona a escala fonamentalment semàntica, tot i que també influeix en la manera d'assumir els processos de transformació i els estats de les coses expressats per les accions verbals). És a dir, la llengua determina fortament el pensament dels parlants.

- Hipòtesi whorfiana feble: la llengua d'un parlant té una certa influència en la manera com aquest conceptualitza i memoritza la "realitat", fonamentalment a escala semàntica. Això significaria que, igualment com tota la resta, pot haver-hi diferències estadístiques significatives en la manera com dos parlants de diferents llengües resolen o enfoquen certs problemes.

La hipòtesi de Sapir-Whorf ha estat un dels temes principals en els debats a l'entorn del relativisme lingüístic.

## Història del concepte
La hipòtesi original va ser formulada per Edward Sapir i Benjamin Lee Whorf, i fou aquest últim, deixeble del primer, qui prendria les teories del seu mestre per desenvolupar-les al llarg de la dècada del 1940. En la seva versió forta, la hipòtesi Sapir-Whorf pot considerar-se una forma de determinisme lingüístic, tot i que l'interès dels psicòlegs per la influència del llenguatge en el pensament és anterior a la formulació de la hipòtesi de Sapir-Whorf com a tal. Julia Penn, en el seu llibre Linguistic relativity versus innate ideas. The origins of the Sapir-Whorf hypothesis in German thought, remunta els fonaments teòrics d'aquesta hipòtesi al treball del pensador pietista alemany Johann Georg Hamann (1730–1788) i elabora una línia evolutiva per a aquest corrent interpretatiu del llenguatge, que inclouria Johann Gottfried Herder (1744–1803), Wilhelm von Humboldt (1767–1835) i Jan Baudouin de Courtenay (1845–1929), mentre que Franz Boas (1858–1942) i Edward Sapir (1884–1935) s'apartarien en una branca diferent de l'arbre evolutiu del corrent. En l'esquema de Penn, Benjamin Lee Whorf (1897–1941) prendria elements d'aquests pensadors, especialment de Sapir, per elaborar la hipòtesi tractada en aquest article.
Una hipòtesi molt revisada de la versió "dèbil" de la hipòtesi whorfiana és coneguda com la hipòtesi Whorf-Korzybski. Julia Penn considera aquesta hipòtesi altament probable i la defineix de la manera següent:
| « | La manera com els individus denominen o descriuen situacions influeix en la manera com es comporten davant d'aquestes situacions. | » |

Per considerar aquesta hipòtesi com a possible, Penn es recolza en els experiments realitzats per John B. Carrol i Joseph H. Casagrande amb parlants de llengua hopi i navaho. Tanmateix, segons Xabier Zabaltza, en el seu llibre Una historia de las lenguas y los nacionalismos, cal destacar que aquesta hipòtesi es refereix a la parla individual (la qual cosa, en termes de Saussure, es denominaria parole) i no a la mateixa llengua (langue), que és una activitat social. Zabaltza destaca la diferència entre els dos conceptes en l'idioma francès i fa observar que en l'alemany no hi ha diferència entre aquests, ja que tots dos comparteixen la mateixa denominació: Sprache.
La posició que l'estructura i les categories de la pròpia llengua materna condicionen el pensament va ser argumentada de manera convincent per Bhartrihari (segle vi dC) i va ser tema de segles de debat en la tradició lingüística de l'Índia. Nocions relacionades en Occident, com ara el principi que el llenguatge té efectes de control en el pensament, poden ser identificades en l'assaig de Wilhelm von Humboldt Über das vergleichende Sprachstudium [Sobre l'estudi comparatiu de les llengües], i la noció ha estat assimilada de manera important en el pensament occidental. Karl Kerenyi va començar la seva traducció de Dionysus a l'anglès el 1976 amb aquest passatge:
| « | La interdependència del pensament i el discurs deixa clar que els llenguatges no són tant mitjans per a expressar una veritat que ja ha quedat establerta, com mitjans de descobriment d'una veritat prèviament desconeguda. La seva diversitat és una diversitat no de sons i de signes, sinó de maneres de veure el món. | » |

L'origen de la hipòtesi de Sapir-Whorf com una anàlisi més rigorosa d'aquesta percepció cultural familiar pot remuntar-se al treball de Franz Boas, el fundador de l'antropologia als Estats Units. Boas va ser educat a Alemanya a les darreries del segle xix, durant l'època en què científics com Ernst Mach i Ludwig Boltzmann tractaven d'entendre la fisiologia de la sensació.
Una aproximació important de l'època era el renascut interès en el treball d'Immanuel Kant. Aquest deia que el coneixement era el resultat del treball cognitiu concret de part de l'individu; la realitat ("intuïció sensitiva") estava en flux constant i l'enteniment provenia d'interpretar aquesta intuïció mitjançant les "categories de l'enteniment". Individus diferents poden, llavors, percebre la realitat noümenal com instàncies fenomèniques dels seus diferents conceptes individuals.
Als Estats Units, Boas va trobar llengües ameríndies de diferents famílies lingüístiques, totes distintes de les llengües semítiques i indoeuropees estudiades per la gran majoria d'acadèmics europeus. Boas es va adonar de com poden ser de grans les diferències entre les categories gramaticals i les formes de vida d'un lloc a un altre. Com a resultat, Boas va arribar a la conclusió que la cultura i les formes de vida d'un poble estaven reflectides en el llenguatge parlat per aquest.
Edward Sapir va ser un dels estudiants més notables de Boas i va aprofundir en el seu argument, i notà que els llenguatges eren sistemes formalment i sistemàticament complets. Així doncs, no es tractava pas que cap mot en particular expressés una manera de pensar o de comportar-se, sinó que la naturalesa sistemàtica i coherent del llenguatge interaccionava en un nivell més ampli amb el pensament i el comportament. Tot i que les seves idees van canviar amb el pas del temps, sembla que, cap al final de la seva vida, Sapir va arribar a creure que el llenguatge no era un simple reflex de la cultura, sinó que el llenguatge i el pensament podien, de fet, tenir una relació de mútua influència i fins i tot de determinació. Whorf encara va donar més precisió a aquesta idea quan va examinar els mecanismes gramaticals particulars mitjançant els quals el pensament influïa en el llenguatge.
Sapir va afirmar: 
| « | "Quan es tracta de la forma lingüística, Plató camina juntament amb el porcairol macedònic; Confuci, amb els salvatges caçadors de caps d'Assam". A Language: An introduction to the study of speech. (1921: capítol X). | » |

Aquesta expressió, en el fons prejudicial, detalla que la manera de parlar dels porcairols macedònics no era inferior a la forma de parlar de Plató, ni tampoc Confuci tenia una capacitat sintàctica superior a la dels caçadors de caps d'Assam. Sobre l'argument que la forma lingüística de tots els éssers humans és equivalent s'estructurarà la crítica a aquesta hipòtesi.

## Evidència empírica
Hi ha fets que semblen difícils d'explicar si hom accepta la hipòtesi Sapir-Whorf en la seva versió forta. Així, per exemple, s'ha pogut comprovar que els nadons, ximpanzés, i fins i tot els coloms, són capaços de categoritzar i agrupar categories d'objectes en conceptes sense tenir llenguatge.
Tanmateix, la qüestió sembla diferent quan considerem la hipòtesi dèbil. Des de fa temps, se sap que la memòria i la percepció psicològica es veuen afectades o influïdes per la disponibilitat de les paraules i de les expressions adients, com ara substantius de colors. Els experiments han mostrat que les memòries visuals tendeixen a ser distorsionades de manera que, amb el temps, els records visuals tendeixen a semblar-se cada vegada més a les usades de manera habitual.
Es va mostrar, per exemple, que els parlants monolingües de llengua zuni, una llengua ameríndia parlada a Nou Mèxic que no codifica la diferència entre "taronja" i "groc" en el seu vocabulari, experimentaven més dificultat que els zuni monolingües en anglès o els zuñi que també sabien anglès, a re-identificar, després d'un cert període, objectes d'un color que era fàcilment codificable i expressable en anglès, però no en llengua zuni. En l'experiment, s'ensenyava un objecte de color groc o bé ataronjat a cada individu; passat el temps, s'ensenyava al subjecte dos objectes iguals, un de groc i un altre d'ataronjat, entre els quals hi havia el que havia vist anteriorment. Llavors, es preguntava al subjecte quin dels dos era el que li havien ensenyat l'altra vegada. S'ha mostrat, a més a més, que no és que els parlants de zuni fossin incapaços de percebre la diferència entre un groc i un objecte ataronjat, si hom els demanava que els comparessin quan els tenien presents, sinó un efecte de memòria, al cap del temps, per recordar la tonalitat. Aquests experiments semblen confirmar parcialment la hipòtesi de Sapir-Whorf, però no proveeixen prou evidència en favor de la seva formulació forta. Sembla raonable acceptar que el llenguatge que hom parla té influència sobre la memòria i la manera com s'hi codifiquen algunes coses, tal com s'ha dit, però és dubtós que el llenguatge sigui en realitat el que proveeix tots els patrons de pensament dels individus (certs experiments mostren l'existència de pensament no verbal).
Recentment hi ha hagut diversos investigadors que han dut a terme experiments que semblen confirmar la plausibilitat d'una versió feble de la relativitat lingüística. Aquest és el cas de, per exemple, John Lucy, qui ha conduït estudis comparatius amb parlants nadius d'anglès i de maia yukatek. En aquests, va mostrar com els qui tenien l'anglès com a llengua materna tendien a seleccionar els objectes per la seva forma, mentre que els parlants de yukatek solien preferir-ne el material de què estaven fets. Així, per exemple, si se'ls demanava que triaren un objecte semblant a una caixa de cartró, els parlants d'anglès seleccionarien caixes, encara que foren de plàstic, mentre que els de yukatek triaren objectes de cartró encara que no tingueren forma de caixa. En Lucy va atribuir aquesta diferència en la conceptualització d'objectes a la presència, en yukatek, d'uns classificadors que han d'acompanyar el substantiu sempre que aquest es presente darrere d'un numeral; aquests classificadors són els que assenyalen - lingüísticament - la forma dels objectes; és per això que, d'acord amb en Lucy, per als parlants d'aquesta llengua, el més important dels substantius no seria pas la forma sinó més aviat la matèria.
Dan Slobin també ha dut a terme diversos experiments on estudia els efectes de la gramàtica a l'hora de conceptualitzar; en concret, ha defensat que dues llengües diferents poden donar lloc a dues narratives incommensurables d'un mateix esdeveniment. El seu estudi va versar sobre la manera com parlants nadius d'anglès, turc i castellà, dividits per rangs d'edat, narraven una mateixa successió d'imatges. D'acord amb les seves conclusions, hi havia una correlació entre la llengua parlada i aquells aspectes de l'escena que hom narrava; així, per exemple, els parlants nadius d'espanyol tendien a destacar més el temps en què l'acció hi transcorria, els parlants d'anglès solien destacar en quina direcció espacial s'orientava el que hi succeïa, mentre que els parlants de turc feien explícit quins dels protagonistes de l'escena contemplaven allò que hi ocorria. Com a conclusió, Slobin ha postulat l'existència d'una sèrie de categories mentals que són adquirides a través del llenguatge i que són fetes servir únicament per a l'expressió lingüística; es tractaria, doncs, d'una versiò de la relativitat lingüística en què aquesta estaria limitada a contexts purament lingüístics.
Alfred Bloom també ha treballat en el tema de les diverses narratives, aquesta vegada treballant sobre el xinès mandarí. Bloom va conduir un experiment on va mostrar uns parlants nadius d'anglès un text que contenia construccions en subjuntiu, mentre mostrava a uns parlants de xinès una traducció literal a la seva llengua, una llengua on aquesta construcció gramatical és inexistent. El resultat va ser que, quan es va preguntar els participants si els esdeveniments narrats al text havien o no succeït, els parlants de xinès van fallar en un percentatge molt major que els d'anglès; la conclusió era, doncs, que resulta impossible traduir literalment d'una llengua a l'altra, i això ha de ser perquè cadascuna d'elles conceptualitza la realitat d'una manera diferent. Lera Boroditsky també ha treballat en estudis comparatius entre l'anglès i el xinès mandarí, i ha mostrat que els parlants de cadascuna d'aquestes concep el temps d'una manera distinta: mentre que l'anglès associa el transcurs del temps a un moviment horitzontal, el xinès ho associa a un de vertical. Ara bé, aquesta autora també ha defensat la possibilitat que els parlants d'una llengua aprenguin a conceptualitzar de la mateixa manera que els de l'altra sense necessitat d'aprendre'n la llengua, així que advoca per una versió feble - no determinista - de la relativitat lingüística.

## Crítiques
Ara per ara, aquesta hipòtesi està desacreditada en la seva forma forta. Els exemples en els quals es van basar Sapir i Whorf són irreals. Per exemple, ells deien que els amerindis d'Ètnia zuñi no tenien vocable diferent per al "groc" i el "taronja" i que això hauria de condicionar la seva manera de pensar. La veritat és que no tenen aquests vocables, però diferencien perfectament el groc del taronja. El que passa és que, en el seu mode de vida, la diferència és irrellevant, tot i que, com explica Lyons, els seus hàbits de memòria sí que semblen afectats per l'existència de la distinció lèxica.
Un altre exemple pot ser el dels molts verds que distingeixen (en el llenguatge) els indis de l'Amazones i els pocs que distingim nosaltres. Significa això que no vegem els diferents verds? Òbviament, no. El que significa és que, en el nostre mode de vida, no és tan important.
Sobre els experiments amb colors hi ha hagut una polèmica llarga que va començar amb l'universalisme sobre els termes de color que comportaven els resultats dels experiments duts a terme per Berlin i Kay. Aquests experiments confirmen l'existència d'universals lingüístics pel que fa als termes per a anomenar els colors bàsics. Així doncs, la fisiologia i la percepció, de caràcter universal, jugarien un rol determinant a l'hora d'establir la semàntica d'una llengua.
Una possible prova de l'error de Sapir-Whorf seria el fet que els traductors són capaços de traduir el que es diu en una llengua a altra. No es podria dir, per tant, que el llenguatge determinés la manera com pensem, fóra més exacte i correcte dir que influeix en el pensament.
Els experiments de Bloom sobre el subjuntiu han estat contestats per Au, qui va dirigir una sèrie d'experiments semblants als conduïts per Bloom; segons va mostrar, el problema dels experiments d'aquest últim va ser el fet que la traducció al xinès que havia realitzat resultava confusa per ser massa literal, i un cop aquesta traducció va ser adaptada a un xinès més comú, les diferències que hi havia entre els parlants d'ambdues llengües van desaparèixer.
Les principals crítiques a la hipòtesi del relativisme lingüístic serien, per tant:
1. L'"innatisme" de Noam Chomsky, que argumenta l'existència d'un llenguatge-L que és igual per a tots els membres de l'espècie humana, interioritzat i innat, que constitueix la facultat lingüística.
2. L'"universalisme semàntic" d'Anna Wierzbicka, que sosté l'existència d'un sistema semàntic universal, al qual es pot traduir el de cada una de les llengües naturals.

Pinker també ha atacat amb força la hipòtesi de la relativitat lingüística, defensant la universalitat del mentalès o llenguatge del pensament. Segons defensa, el pensament funcionaria de manera anàloga a una màquina de Turing i, per tant, resulta absurd considerar que aquest estigui condicionat per una llengua particular - com tampoc podria estar-ho la fisiologia, fet pel qual el llenguatge no podria alterar mai la percepció.
Una altra crítica que es fa a aquesta teoria és la visió nacionalista, o fins i tot racista, que podria comportar, ja que en distingir el funcionament de la ment humana en funció de la llengua dels parlants, s'estaria sostenint que els individus tindrien capacitats intel·lectuals diferents segons el seu idioma, en cas que parlessin una única llengua, naturalment. Xabier Zabaltza escriu: "L'avui coneguda com a hipòtesi Sapir-Whorf […] ha servit de coartada intel·lectual a tots els nacionalismes lingüístics" (Una historia de las lenguas y los nacionalismos. Xabier Zabaltza, 2006). Ara bé, cal dir que tant Sapir com Whorf admetien la unitat psíquica de la humanitat, i que la relació de determinació del llenguatge no era tant cap a la manera de raonar com cap a la cosmovisió sostinguda pels parlants.